# Дидино (Свердловская область)
Дидино — посёлок в муниципальном округе Первоуральск Свердловской области России.

## География
Дидино расположено у истока реки Хомутовки (левого притока Шайтанки, бассейн реки Чусовой), в 18 километрах (по дороге в 30 километрах) к юго-западу от города Первоуральска. В полукилометре от посёлка имеется остановочный пункт Дидино Свердловской железной дороги направления Москва — Казань — Екатеринбург. В 6 километрах к северу проходит автодорога Пермь — Екатеринбург (участок федеральной автомагистрали М12 «Восток»). В окрестностях расположены садовые участки.

## История
В окрестностях посёлка, по мнению некоторых исследователей, располагается сильная геопатогенная зона: «Деревья в лесу стоят с искривленными стволами, кустарники и трава – гигантского размера, животные и птицы избегают этого места, а у людей появляется чувство необъяснимого страха».В полутора километрах западнее посёлка находится заброшенный Дидинский железнодорожный туннель.

## Население
| 2002 | 2010 |
| ---- | ---- |
| 10   | ↘5   |